# Eerste divisie 1984/85 (nacompetitie)/Wedstrijden
Het Nederlandse Eerste divisie voetbal uit het seizoen 1984/85 kende aan het einde van de reguliere competitie een nacompetitie. De vier periodekampioenen streden om promotie naar de Eredivisie.
Winnaar van deze dertiende editie werd NEC.

## Speelronde 1
|                   |     |       |               |                                                                                      |
| 5 juni 1985 19:30 | NEC | 0 – 0 | De Graafschap | Stadion: De Goffert, Nijmegen Toeschouwers: 9.200 Scheidsrechter: Ignace van Swieten |
| 5 juni 1985 19:30 |     |       |               | Stadion: De Goffert, Nijmegen Toeschouwers: 9.200 Scheidsrechter: Ignace van Swieten |
| 5 juni 1985 19:30 |     |       |               | Stadion: De Goffert, Nijmegen Toeschouwers: 9.200 Scheidsrechter: Ignace van Swieten |
| 5 juni 1985 19:30 |     |       |               | Stadion: De Goffert, Nijmegen Toeschouwers: 9.200 Scheidsrechter: Ignace van Swieten |
|                   |     |       |               |                                                                                      |

|                   |                                  |       |     |                                                                              |
| 5 juni 1985 19:30 | FC Den Haag                      | 2 – 0 | RKC | Stadion: Zuiderpark, Den Haag Toeschouwers: 8.500 Scheidsrechter: Bep Thomas |
| 5 juni 1985 19:30 | Huub Smeets 62' Ron de Roode 80' |       |     | Stadion: Zuiderpark, Den Haag Toeschouwers: 8.500 Scheidsrechter: Bep Thomas |
| 5 juni 1985 19:30 |                                  |       |     | Stadion: Zuiderpark, Den Haag Toeschouwers: 8.500 Scheidsrechter: Bep Thomas |
| 5 juni 1985 19:30 |                                  |       |     | Stadion: Zuiderpark, Den Haag Toeschouwers: 8.500 Scheidsrechter: Bep Thomas |
|                   |                                  |       |     |                                                                              |

## Speelronde 2
|                   |               |                |             |                                                                                   |
| 9 juni 1985 14:30 | De Graafschap | 0 – 1          | FC Den Haag | Stadion: De Vijverberg, Doetinchem Toeschouwers: 8.000 Scheidsrechter: Jan Keizer |
| 9 juni 1985 14:30 |               | 2' Huub Smeets |             | Stadion: De Vijverberg, Doetinchem Toeschouwers: 8.000 Scheidsrechter: Jan Keizer |
| 9 juni 1985 14:30 |               |                |             | Stadion: De Vijverberg, Doetinchem Toeschouwers: 8.000 Scheidsrechter: Jan Keizer |
| 9 juni 1985 14:30 |               |                |             | Stadion: De Vijverberg, Doetinchem Toeschouwers: 8.000 Scheidsrechter: Jan Keizer |
|                   |               |                |             |                                                                                   |

|                   |                   |       |                     |                                                                                  |
| 9 juni 1985 14:30 | RKC               | 1 – 1 | NEC                 | Stadion: Olympia, Waalwijk Toeschouwers: 4.000 Scheidsrechter: John Blankenstein |
| 9 juni 1985 14:30 | 64' Marcel Brands |       | John Vievermans 17' | Stadion: Olympia, Waalwijk Toeschouwers: 4.000 Scheidsrechter: John Blankenstein |
| 9 juni 1985 14:30 |                   |       |                     | Stadion: Olympia, Waalwijk Toeschouwers: 4.000 Scheidsrechter: John Blankenstein |
| 9 juni 1985 14:30 |                   |       |                     | Stadion: Olympia, Waalwijk Toeschouwers: 4.000 Scheidsrechter: John Blankenstein |
|                   |                   |       |                     |                                                                                  |

## Speelronde 3
|                    |                                                       |       |     |                                                                                           |
| 12 juni 1985 19:30 | De Graafschap                                         | 4 – 0 | RKC | Stadion: De Vijverberg, Doetinchem Toeschouwers: 5.200 Scheidsrechter: Henk van Ettekoven |
| 12 juni 1985 19:30 | Ton Rosendaal 56' John Leeuwerik 61' (pen.), 83', 90' |       |     | Stadion: De Vijverberg, Doetinchem Toeschouwers: 5.200 Scheidsrechter: Henk van Ettekoven |
| 12 juni 1985 19:30 |                                                       |       |     | Stadion: De Vijverberg, Doetinchem Toeschouwers: 5.200 Scheidsrechter: Henk van Ettekoven |
| 12 juni 1985 19:30 |                                                       |       |     | Stadion: De Vijverberg, Doetinchem Toeschouwers: 5.200 Scheidsrechter: Henk van Ettekoven |
|                    |                                                       |       |     |                                                                                           |

|                    |                                                        |       |                       |                                                                                       |
| 12 juni 1985 19:30 | NEC                                                    | 3 – 2 | FC Den Haag           | Stadion: De Goffert, Nijmegen Toeschouwers: 12.000 Scheidsrechter: Chris van der Laar |
| 12 juni 1985 19:30 | Anton Janssen 8' Frans Janssen 58' Bert van de Pol 84' |       | 23', 36' Ron de Roode | Stadion: De Goffert, Nijmegen Toeschouwers: 12.000 Scheidsrechter: Chris van der Laar |
| 12 juni 1985 19:30 |                                                        |       |                       | Stadion: De Goffert, Nijmegen Toeschouwers: 12.000 Scheidsrechter: Chris van der Laar |
| 12 juni 1985 19:30 |                                                        |       |                       | Stadion: De Goffert, Nijmegen Toeschouwers: 12.000 Scheidsrechter: Chris van der Laar |
|                    |                                                        |       |                       |                                                                                       |

## Speelronde 4
|                    |                 |       |                                                         |                                                                              |
| 16 juni 1985 14:30 | RKC             | 1 – 3 | De Graafschap                                           | Stadion: Olympia, Waalwijk Toeschouwers: 3.500 Scheidsrechter: Gerard Geurds |
| 16 juni 1985 14:30 | Kees Govers 61' |       | 42' Hans Loovens 75' John Leeuwerik 89' Hans Galgenbeld | Stadion: Olympia, Waalwijk Toeschouwers: 3.500 Scheidsrechter: Gerard Geurds |
| 16 juni 1985 14:30 |                 |       |                                                         | Stadion: Olympia, Waalwijk Toeschouwers: 3.500 Scheidsrechter: Gerard Geurds |
| 16 juni 1985 14:30 |                 |       |                                                         | Stadion: Olympia, Waalwijk Toeschouwers: 3.500 Scheidsrechter: Gerard Geurds |
|                    |                 |       |                                                         |                                                                              |

|                    |                 |       |                                                         |                                                                                  |
| 16 juni 1985 14:30 | FC Den Haag     | 1 – 3 | NEC                                                     | Stadion: Zuiderpark, Den Haag Toeschouwers: 14.000 Scheidsrechter: Egbert Mulder |
| 16 juni 1985 14:30 | Huub Smeets 12' |       | 33' Bert van de Pol 71' Frans Janssen 73' Anton Janssen | Stadion: Zuiderpark, Den Haag Toeschouwers: 14.000 Scheidsrechter: Egbert Mulder |
| 16 juni 1985 14:30 |                 |       |                                                         | Stadion: Zuiderpark, Den Haag Toeschouwers: 14.000 Scheidsrechter: Egbert Mulder |
| 16 juni 1985 14:30 |                 |       |                                                         | Stadion: Zuiderpark, Den Haag Toeschouwers: 14.000 Scheidsrechter: Egbert Mulder |
|                    |                 |       |                                                         |                                                                                  |

## Speelronde 5
|                    |             |                                                                        |                     |                                                                              |
| 19 juni 1985 19:30 | FC Den Haag | 0 – 1 gestaakt                                                         | De Graafschap       | Stadion: Zuiderpark, Den Haag Toeschouwers: 7.500 Scheidsrechter: Bep Thomas |
| 19 juni 1985 19:30 |             | in 80e minuut na exploderen drie bommen, restant niet meer uitgespeeld | 79' Ton Wildenbeest | Stadion: Zuiderpark, Den Haag Toeschouwers: 7.500 Scheidsrechter: Bep Thomas |
| 19 juni 1985 19:30 |             |                                                                        |                     | Stadion: Zuiderpark, Den Haag Toeschouwers: 7.500 Scheidsrechter: Bep Thomas |
| 19 juni 1985 19:30 |             |                                                                        |                     | Stadion: Zuiderpark, Den Haag Toeschouwers: 7.500 Scheidsrechter: Bep Thomas |
|                    |             |                                                                        |                     |                                                                              |

|                    |                                          |       |     |                                                                             |
| 19 juni 1985 19:30 | NEC                                      | 3 – 0 | RKC | Stadion: De Goffert, Nijmegen Toeschouwers: 16.000 Scheidsrechter: Jan Hobé |
| 19 juni 1985 19:30 | Frans Janssen 20', 66' Anton Janssen 32' |       |     | Stadion: De Goffert, Nijmegen Toeschouwers: 16.000 Scheidsrechter: Jan Hobé |
| 19 juni 1985 19:30 |                                          |       |     | Stadion: De Goffert, Nijmegen Toeschouwers: 16.000 Scheidsrechter: Jan Hobé |
| 19 juni 1985 19:30 |                                          |       |     | Stadion: De Goffert, Nijmegen Toeschouwers: 16.000 Scheidsrechter: Jan Hobé |
|                    |                                          |       |     |                                                                             |

## Speelronde 6
|                    |               |       |     |                                                                                       |
| 23 juni 1985 14:30 | De Graafschap | 0 – 0 | NEC | Stadion: De Vijverberg, Doetinchem Toeschouwers: 12.500 Scheidsrechter: Egbert Mulder |
| 23 juni 1985 14:30 |               |       |     | Stadion: De Vijverberg, Doetinchem Toeschouwers: 12.500 Scheidsrechter: Egbert Mulder |
| 23 juni 1985 14:30 |               |       |     | Stadion: De Vijverberg, Doetinchem Toeschouwers: 12.500 Scheidsrechter: Egbert Mulder |
| 23 juni 1985 14:30 |               |       |     | Stadion: De Vijverberg, Doetinchem Toeschouwers: 12.500 Scheidsrechter: Egbert Mulder |
|                    |               |       |     |                                                                                       |

|                    |                                                                                  |       |                                   |                                                                                   |
| 23 juni 1985 14:30 | RKC                                                                              | 4 – 2 | FC Den Haag                       | Stadion: Olympia, Waalwijk Toeschouwers: 2.300 Scheidsrechter: Chris van der Laar |
| 23 juni 1985 14:30 | John Lammers 1' Albert Bruurmijn 26' (pen.) Kees Govers 58' Janus van Gelder 84' |       | 6' Bram Rontberg 21' Ron de Roode | Stadion: Olympia, Waalwijk Toeschouwers: 2.300 Scheidsrechter: Chris van der Laar |
| 23 juni 1985 14:30 |                                                                                  |       |                                   | Stadion: Olympia, Waalwijk Toeschouwers: 2.300 Scheidsrechter: Chris van der Laar |
| 23 juni 1985 14:30 |                                                                                  |       |                                   | Stadion: Olympia, Waalwijk Toeschouwers: 2.300 Scheidsrechter: Chris van der Laar |
|                    |                                                                                  |       |                                   |                                                                                   |

## Voetnoten
SC Cambuur ·
DS '79 ·
Eindhoven ·
De Graafschap ·
FC Den Haag ·
sc Heerenveen ·
Helmond Sport ·
Heracles '74 ·
N.E.C. ·
RBC ·
RKC ·
SVV ·
Telstar ·
SC Veendam ·
Vitesse ·
FC VVV ·
FC Wageningen ·
Willem II
Eredivisie

1960 · 1975 · 1987 · 1988
Eerste divisie

1973 · 1974 · 1975 · 1976 · 1977 · 1978 · 1979 · 1980 · 1981 · 1982 · 1983 · 1984 · 1985 · 1986 · 1987 · 1988 · 1989 · 1990 · 1991 · 1992 · 1993 · 1994 · 1995 · 1996 · 1997 · 1998 · 1999 · 2000 · 2001 · 2002 · 2003 · 2004 · 2005

Vanaf 2006 staan alle competities op 1 pagina.

2006 · 2007 · 2008 · 2009 · 2010 · 2011 · 2012 · 2013 · 2014 · 2015 · 2016 · 2017 · 2018 · 2019 · 2020 · 2021 · 2022 · 2023 · 2024